# 涼宮ハルヒシリーズの登場人物
涼宮ハルヒシリーズの登場人物（すずみやハルヒシリーズのとうじょうじんぶつ）では、谷川流のライトノベル作品『涼宮ハルヒ』シリーズおよび同作のアニメ版である『涼宮ハルヒの憂鬱』の登場人物について記述する。
- 原作の出典については、本来のタイトルである「涼宮ハルヒの○○」の「○○」の部分のみで表記する（例：第1巻『憂鬱』）。
- 年齢・学年は物語開始時のもの。第9巻『分裂』より進級している。
- 「声」は、アニメ・ゲーム・ドラマCDにおける声優。

## SOS団
キョン
声 - 杉田智和
本作の主人公。県立北高校1年5組（第9巻『分裂』から進級して2年5組）の男子生徒。全作品を通しての語り手でツッコミ役も兼ねる、涼宮ハルヒ絡みの厄介ごとを背負い込む苦労人。「キョン」というのはあだ名で、彼の叔母が彼の本名をもじって呼び、それを彼の妹が広めたもの。実際の本名は作中で一度も呼ばれたことがないため不明。なお、本人はあだ名で呼ばれることを快く思っていない。
もともと子供の頃に宇宙人や未来人などといった非日常の存在に憧れていたが、中学を卒業する頃には実際にはそんなものはいるわけがないという認識にほぼ落ち着いていた。ところが北高に入学して涼宮ハルヒと出会ったことをきっかけに本当に宇宙人、未来人、超能力者と遭遇することとなり、図らずも非日常な存在・出来事に巻き込まれるという日々を送ることとなった。
性格は事なかれ主義で「やれやれ」が口癖。他人を見下し、理屈っぽくよく愚痴をこぼすが人付き合いは良くお人好しで、慎ましく生きようとする常識人だと自認する。良くも悪くも平凡だが、限度を超えた自己中心な行動をするハルヒに堪忍袋の緒を切らして反論したり、長門を処分しようとした情報統合思念体に啖呵を切る熱い一面や、いざという時には優れた洞察力や行動力を発揮して問題を切り抜けたり、危機的状況に陥っても冷静でいられるという一面もある。
古今東西の故事や歴史、宗教から映画、文学、様々な人物の言動や科学分野の専門用語などを度々引用・暗喩・婉曲表現したり、物事を哲学的に考えたりする衒学家ではあるが、SOS団内で学業の成績は一番悪く、定期考査の結果は赤点ギリギリである。
過去に女性と付き合った経験はないが、女性に興味がないというわけでもなく、朝比奈みくるに対しては「付き合いたい」ともらした事もある。
「機関」の調査によれば、間違いなくどこにでもいる普通の人間であり、他のSOS団員のような非日常な能力は何も持っていないとされる。しかし、ハルヒに選ばれた人間として、またハルヒを動かす切り札として、涼宮ハルヒを取り巻く各組織からは「鍵」として重要視されている。
評価
『このライトノベルがすごい!』男性キャラクター部門では2007年版で6位、2008年版で2位、2012年版で8位をそれぞれ獲得している。

涼宮 ハルヒ（すずみや ハルヒ）
声 - 平野綾
本作のメインヒロインであり、もう一人の主人公。北高1年5組（第9巻『分裂』より2年5組）の女子生徒であり、SOS団団長。高校入学時にいきなりぶっ飛んだ自己紹介をかましたことで知られる。容姿端麗で、スタイルも抜群。朝比奈みくるほどではないが胸も大きく、プロポーションはキョン曰く「スレンダーだが、出るとこは出ている」。文武において万能で、学業の成績は学年上位に位置しており、身体能力も非常に高く、入学当初はどの運動部からも熱心に勧誘されていたほど。また料理、楽器演奏、歌唱など多彩な才能を持っており、キョン曰く「性格以外は欠点は無い」。性格は唯我独尊・傍若無人・猪突猛進かつ極端な負けず嫌いであり、「校内一の変人」として校内で知らない人はいないほどその名は知れ渡っている。感情の起伏が激しく、情緒不安定になりやすい。また退屈を嫌っており、何か面白い事をいつも探している。己の目的のためには手段を選ばず、時には恐喝や強奪などの行為に及ぶこともある。このような個性の強さなどから、世間でも大きな注目・人気を集めたキャラクターであり、いわば涼宮ハルヒシリーズの代名詞的存在。2008年の『このライトノベルがすごい!』女性キャラクター部門1位には涼宮ハルヒが選ばれた。
長門 有希（ながと ゆき）
声 - 茅原実里
北高1年6組（第9巻『分裂』より2年）の女子生徒であり、唯一の文芸部員。ハルヒが文芸部室を乗っ取った際、SOS団団員として組み入れられた。ハルヒ曰く「SOS団に不可欠な無口キャラ」。極めて口数が少なく、表情もいかなる状況においてもほとんど変化が見られないなど、極端に感情表現に乏しい。口を開いても淡々と短い言葉でしか話さない。しかし知識欲・食欲は旺盛。読書を好み、いつも何かしらの本を読んでいる。
谷口曰く「容姿はAランク-（マイナー）」で、校内に隠れファンが多く存在する模様。ほとんどの場面で北高の制服を着ている。小柄で細身の体型で、キョン曰く体重も軽い。なお、当初は眼鏡を着用していたが、キョンに「してない方が可愛いと思うぞ」と言われたのをきっかけにかけなくなった。
その正体は、情報統合思念体によって造られた対有機生命体コンタクト用ヒューマノイド・インターフェースで、簡単に言えば宇宙人。キョンたち一般人類が「有機生命体」に分類されるのに対し、長門たちは「情報生命体」に分類される。情報の操作を得意とし、環境を改変したり再構成したりすることができる。通常の人間なら即死してもおかしくないほどに肉体が損傷しても、情報操作能力により自力で再生させることができる。また、平時の動作は基本的にゆっくりだが、いざというときには常識の範疇を越える運動能力を発揮する。SOS団の中では飛び抜けて万能であり、メンバーからの信頼も厚い。
北高の最寄駅近くにある分譲マンションで1人暮らしをしており、キョンは何か問題が起こると、しばしば長門の部屋を訪れて助けを求めている。長門もキョンが相手のときにもっとも言葉数が多くなり、基本的にキョンの言うことには素直に従う。行動の最終的な判断をキョンに委ねることも多い。
評価
『このライトノベルがすごい!』女性キャラクター部門では2005年版で3位、2006年版で2位、2007年版で2位、2008年版で3位をそれぞれ獲得している。

朝比奈 みくる（あさひな みくる）
声 - 後藤邑子
北高2年2組（第9巻『分裂』より3年）の女子生徒であり、キョン達の上級生。SOS団副々団長兼書記。身長152cm。一人称は「私」。ハルヒが「ロリで巨乳な萌えマスコット的キャラ」として拉致してきた。外見は童顔で小柄且つグラマーであり、舌っ足らずで幼い感じの喋り方をする。動作もどこか子供っぽく、ふわふわとした印象を与える。容姿端麗で北高のアイドル。成績は優秀な一方で運動神経は悪い。
性格は真面目で優しく、素直。またシャイで気が小さいところがあり、特に名目上一学年下の長門に対しては恐縮し、遠慮がちな態度を取る。ハルヒにオモチャ扱いされ、毎回様々なコスプレをさせられている。
その正体は、遥か未来から来た未来人でハルヒの監視係だが、まだ研修生以下の見習いレベルでほとんど権限がなく、ハルヒとの接触も想定外のことだったらしい。そのため未来の情報について話せないことが多い。
朝比奈さん（大）
彼女の数年後の姿で、現在よりずっと背が伸び、スタイルもさらに良くなっている。朝比奈さん（小）の頃からかなり昇進したらしく、朝比奈さん（小）にとっては禁則事項となっている情報をある程度はキョンに伝えることができるようになっている。長門に対する苦手意識はなくなっていない。

古泉 一樹（こいずみ いつき）
声 - 小野大輔
北高1年9組（第9巻『分裂』より2年9組）の男子生徒であり、SOS団副団長。高校1年の5月という半端な時期に転入してきたことから、ハルヒに「謎の転校生」としてSOS団に勧誘された。いつも微笑を浮かべ穏和で爽やかな、しかしどこか胡散臭い物腰をしており、同級生に対しても常に敬語を使う。在籍している1年9組は、理数系の特別進学クラス。頭も運動神経もよく美形でもあり、女子生徒からの人気は高い様子。
その正体は3年前にハルヒの能力によって突如覚醒した超能力者で、その集団である組織・「機関」に所属している。ハルヒの精神状態の不安定が原因で発生する「閉鎖空間」への侵入と、その中で破壊活動を行なう「神人」を倒す能力をもつ。
職務に関連してハルヒの精神面に気を配っており、彼女の内心をそれとなくキョンに伝えることもある。ハルヒを刺激することを避けるため基本的にイエスマンで、ハルヒには自分の意見をあまり言わずに曖昧な態度を取ることが多い。ただし本人曰く、現在の性格や表情などは「ハルヒの願望」に沿った演技であるらしく、そうした演技を強いられる不満をキョンに漏らしたこともある。

## 北高関係者
朝倉 涼子（あさくら りょうこ）
声 - 桑谷夏子
1年5組の女子生徒でクラス委員長。長門と同じマンションに住んでいる。美人で人当たりの良い優等生であり、男女を問わず人気が高い。
しかしその正体は、長門と同じく情報統合思念体に造られた対有機生命体コンタクト用ヒューマノイド・インターフェースで、急進派に属する。長門と同様の情報操作能力を持つ。
鶴屋さん（つるやさん）
声 - 松岡由貴
朝比奈さんの同級生で親友の2年生（第9巻『分裂』より3年）の女子生徒。下の名前は不明。身長160cm。日本庭園付きの大豪邸に住むお嬢様。ハルヒにより、SOS団名誉顧問に任命される。
非常にさばけた性格で、テンションは常に高くてノリがよく、面白いことが大好きなのでハルヒとも気が合い、ハルヒの突飛な思いつきにもついていける柔軟さをもつ。「めがっさ」「にょろ」などの独特な言い回しを用いる。文学的才能にも恵まれ、勘が鋭く洞察力に富む一方、細かいことは気にせず、いちいち詮索もしない豪胆さと賢明さも持ち合わせている。
実家は代々続く名家で、実は「機関」の間接的なスポンサーの一つでもある。
命名の由来はつるやゴルフから。
谷口（たにぐち）
声 - 白石稔
1年5組（第9巻『分裂』より2年5組）の男子生徒。下の名前は不明。身長170cm。キョンの悪友で、オールバックとアホ毛が特徴。成績は、常にキョンとともに赤点ギリギリ。軽い性格でナンパ癖があり、入学直後に1年生の女子全てを、勝手にランク付けをしたりと本人はプレイボーイを気取っているが、ハルヒやキョンからは「アホの谷口」と呼ばれている。
たまにSOS団のイベントに駆り出されるが、口では文句を言いつつも、予定をキャンセルしてまで参加するなど割と楽しんでいる様子で、素直ではないが、友達思いな一面もある。現在は、本人はそう思っていないものの、SOS団の「準団員」的なポジションにいる。
ハルヒとは、クラスが中学から高校2年までの5年間連続してなぜか一緒であり、中学時代にハルヒが行った奇行の数々を目の当たりにしている。そのため、ハルヒに興味を持ちつつあったキョンに対して「もし涼宮に気があるなら、やめとけ」と忠告している。
国木田（くにきだ）
声 - 松元惠
1年5組（第9巻『分裂』より2年5組）の男子生徒。下の名前は不明。中性的な顔つきであり、他の作品ではそれをネタにされる事もある。キョンとは、中学からの友人。どこか飄々とした性格をしており、成績は優秀。谷口とともに、SOS団のイベントにたまに駆り出され、「準団員」的な扱いになっている。SOS団の活動に悪態をつきがちな谷口とは違い、割と協力的である。
阪中（さかなか）
声 - 相沢舞
1年5組（第9巻『分裂』より2年）の女子生徒。父は建築関連会社の社長で、兄は名門国立大学の医学部に通う大学生。優しい心を持つ犬好き少女であり、「ルソー」という名前のウェストハイランドホワイトテリアを大切に飼っている。性格は謙虚で遠慮がちであり、キョンは彼女を「あまり話の得意なほうではないらしい」と評している。
第4巻『消失』にて名前のみ登場。その後、第8巻『憤慨』収載の「ワンダリング・シャドウ」で初登場。SOS団にある相談を持ちかける。その中でハルヒと携帯の番号を交換する間柄になる。
アニメ版の設定によると、フルネームは阪中佳実。クラスの女子では一番背が高い。コーラス部に所属している。『涼宮ハルヒの直列』にも苗字のみ登場している。
岡部先生（おかべせんせい）
声 - 柳沢栄治
1年5組（第9巻『分裂』より2年5組）の担任を務める若い体育教師の男性で、ハンドボール部顧問。下の名前は不明。キョンや谷口などの成績不振者に個人的に面談の場を設けるなど生徒のことは親身に考えており、キョンは比較的彼に好印象を抱いている。出番は少なく、ハルヒからは「ハンドボールバカの岡部」と呼ばれている。
コンピュータ研究部部長（アニメ版ではコンピューター研究会部長）
声 - 小伏伸之
2年生（第9巻『分裂』より3年）の男子生徒。本名不明。文芸部室の2つ隣にある、コンピュータ研究部（コンピ研）の部長。
ハルヒに、みくるへのでっち上げセクハラ写真を撮られて部員ともども脅迫され、新機種のパソコンを強奪された。その後もハルヒにいいように扱われ続けている。
喜緑 江美里（きみどり えみり）
声 - 白鳥由里
朝比奈さんの隣のクラスに属する2年生（第9巻『分裂』より3年）の女子生徒。生徒会役員で、執行部筆頭と書記を兼任している。SOS団に行方不明の彼氏の捜索を依頼した「悩み相談者第1号」でもある。外見はおとなしく清楚な感じで、物腰は常に柔らかく丁寧。
その正体は長門や朝倉と同じく、情報統合思念体に造られた対有機生命体コンタクト用ヒューマノイド・インターフェースである。「機関」の調査によると、少なくとも長門の派閥とは異なること、また朝倉のように攻撃的でもないことだけは分かっている。
生徒会長
2年生（第9巻『分裂』より3年）の男子生徒。本名不明。冷徹・陰湿な生徒会長で、非公式団体であるSOS団を疎ましく思っている。しかしその実態は「機関」の外部協力者で、「ハルヒ的悪役」を演じている。その仮面の下はかなり含むところがあり、その裏側を隠しているいわゆる不良ではあるが、本来の性格はある意味で「非常に正直」でもあるらしい。
T（てぃー）
『ザ・スニーカーLEGEND』及び第12巻『直観』収録「七不思議オーバータイム」から登場。本名「オッティーリエ・アドラステア・ホーエンシュタウフェン＝バウムガルトナー」。英語の国より2年次の春からキョンやハルヒのクラスである2年5組に来た交換留学生であり、ミステリ研究部に所属。堅苦しい日本語と英単語を織り交ぜた妙な話し方が特徴。
双子の兄の影響で読書（特に本格ミステリ）に精通しており、時折SOS団を訪れては、同じくミステリ好きの古泉や本の虫である長門とミステリ談義に花を咲かせている。
ニックネームであるTの由来は、クラスの女子の中でいつの間にかティーと呼ぶことが定着する中、日直だった谷口が学級日誌の伝達項目に「留学生の呼び方がTと決まる」と記載した事から。
実家は超が付くほどのお金持ちであり、父親に社交場でのお供としてとある国のホテルに連れてこられていた際、同じ境遇だった鶴屋さんと出会った。

## その他

### キョンの関係者
キョンの妹（キョンのいもうと）
声 - あおきさやか
キョンの妹で小学5年生（第9巻『分裂』より6年生）。本名不明。小学5年生にしては幼い容姿をしている。耳に届いた愛称をすぐさま採用してしまうため、兄のことを「キョンくん」と呼び、そのあだ名を定着させる一因となった。
学力面においてはキョン同様あまり芳しくはないようで、簡単な四則計算はできるもののちょっと問題をひねられると手も足も出ず、宿題はいつもキョンに協力してもらっている。
シャミセン
声 - 緒方賢一
キョンの家の飼い猫で、珍しいオスの三毛猫。元々は文化祭の映画制作中に、長門演じる「悪い魔法使い」の使い魔としてハルヒが適当に選んだノラ猫であり、名前もその時に付けられた（猫の皮は楽器の三味線の材料として用いられることから）。その後、キョンの家で飼い猫として暮らすようになる。
撮影の期間中は人語を話したり、その後も凍結された情報生命体を長門の手によって体内に宿すことになるなど、様々な事件に巻き込まれる。人語を話したときの声は、キョン曰く「朗々たるバリトン」だった。
中河（なかがわ）
私立男子高1年でアメフト部所属。長身で体格のいい体育会系の男で、中学3年生の時にはキョンとクラスメイトだった。SOS団第1回不思議探検ツアーの日、キョンと2人で歩いていた長門を偶然見かけて衝撃を受け、それを一目惚れと認識した。半年以上も一人思い悩んだ挙句、突然キョンに電話でそのことを打ち明け、キョンを困惑させた。
実は、半端ながらも情報統合思念体に接続できる能力の持ち主だった。長門を見た時に感じた衝撃は、彼女を通じて情報統合思念体の持つ膨大な情報を垣間見たため。
佐々木（ささき）
キョンが中学3年生の時のクラスメートであり、同時期にキョンと同じ塾にも通っていた。古泉曰く「十人中八人が一見して目を惹かれる」容姿の持ち主。話し相手が男友達のときは男言葉となり、女友達だと女言葉になる。一人称は「ボク」であるため、作中では古泉の前述のセリフまで女性だとは明かされず、これもある種の叙述トリックとなっている。小難しい喋り方のため、古泉と話が合いそうだとキョンに言われている。自らを「直感と解析力には優れていない」「判例や経験則を重んじる」タイプと評しており、また、「自己顕示欲の高い人間とそれを嫌う自分の心が嫌い」とも話している。性格的には控えめで「神輿では担がれるより担ぐ方がいい」と発言している。頭脳明晰、才色兼備でありながらも「自分は平均以下の凡人」と自己分析している。
キョンとクラスメート時代によく行動を共にしており、キョンが「変な女が好き」と言われるようになる原因となった。高校入学後、ハルヒと対面したときには、キョンのことを自分の「親友」だと発言している。またハルヒと同じく「恋愛感情は病気の一種」という持論を持つ。学力面においては非常に優秀で、全国模試では国木田の総合得点をはるかに上回る成績を収めており、国木田からは仮想ライバルに見据えられている。
実は、現在ハルヒが持っている世界を変える能力を持つことになっていた可能性のある人物。そのため、「機関」でも以前よりその存在を把握していた。キョン曰く「ハルヒに対応する存在」で、ハルヒとは性格こそ正反対だが、恋愛に対する持論や才色兼備であることなど少なからずハルヒと共通点がある。

### 「機関」関係者
多丸 圭一（たまる けいいち）
声 - 井上和彦
古泉の親戚（古泉曰く母親の従兄弟筋）で、ベンチャー企業を経営する大富豪と称する中年男性。その正体は「機関」の組織員の一人で、実際は古泉の親戚ではない。
多丸 裕（たまる ゆたか）
声 - 森川智之
古泉の親戚で、多丸圭一の弟を名乗る二十歳過ぎの男。ハルヒたちには兄の会社で働いていると話している。その正体は「機関」の組織員の一人で、実際に圭一の弟なのかどうかは明らかではない。第7巻『陰謀』では、圭一とともに警官として再登場。
森 園生（もり そのう）
声 - 大前茜
多丸圭一のメイドとして初登場した若い女性。その正体は「機関」の組織員の一人。本人曰く、メイド姿はハルヒたちと過ごす時の仮の姿らしく、第7巻『陰謀』で「機関」の一員としてキョンの前に現れた時にはOLのようなスーツ姿であった。
新川（あらかわ）
声 - 大塚明夫
多丸圭一の執事兼料理長として初登場した白髪白眉白髭の男性。第7巻『陰謀』ではタクシー・ドライバーの姿で登場している。正体は「機関」の組織員の一人。卓越した料理の腕前とドライビングテクニックを持つ。船舶免許も所持している。

### 未来人関連
ハカセくん
ハルヒの家の近所に住んでいる礼儀正しい少年。本名不明。時折、ハルヒが臨時の家庭教師となって彼の家で勉強をみている。
「ハカセくん」とは、キョンが命名したあだ名。朝比奈さん曰く、未来では歴史に名を残す偉業を行った人物であるとのこと。

### 敵対勢力
藤原（ふじわら）
朝比奈みくるとは別の組織に所属する未来人らしいが、詳細は不明。現在とは地続きだがみくるとは別の未来からやって来ており、みくるたちの組織とは敵対している模様。彼にとっての過去の世界、すなわち現在を「未来に翻弄されている」として見下しており、キョン達に侮蔑的な発言を浴びせた。
橘 京子（たちばな きょうこ）
朝比奈さん（みちる）を誘拐した犯人グループの一人で、「機関」の敵対組織の幹部。可憐な容姿で、キョン曰く「笑顔には可愛げの成分がタップリ振りかけられている」。学校名や学年は不明だが、高校に在学中である。
その正体は、佐々木の閉鎖空間に入れる超能力者。自身の能力は『憂鬱』の時点から3年前に佐々木によって授けられたものであると認識しており、同様の能力者たちと共に「機関」の敵対組織を作り上げた。古泉とも以前から面識がある。
周防 九曜（すおう くよう）
腰よりも長く広がる黒髪が特徴の少女。瞳の色は黒。光陽園学院に在籍しているが、実体は天蓋領域が遣わしたヒューマノイド・インターフェースであり、SOS団での長門に相当する。
長門を始めとする情報統合思念体のインターフェースたちと比べて著しく人間味に乏しく、容貌、言動とも明らかに通常の人間とは異質である。気配・存在感がほとんどなく、目の前に立っていてもなかなか存在を認識できないほどであるが、キョンによると認識した途端に異様な存在感を与えるという。

### サブキャラクター
管理人
声 - 青野武
長門や朝倉が住むマンションの管理人。名古屋弁を話す。ふさふさした白髪の老人で耳が遠い。キョンに「こんなかわいい娘（ハルヒ）はなかなかいない、逃がさんようにしい」と言ったこともあった。
大森 栄二郎（おおもり えいじろう）
声 - 平松広和
第2巻『溜息』に登場。大森電器店店長。店の売り上げはあまり芳しくない様子。SOS団の自主制作映画のスポンサーの一人であり、撮影用のデジタルビデオカメラをスポンサー料として提供した。
アニメオリジナルエピソード『サムデイ イン ザ レイン』にも登場し、次回作のスポンサー料として、SOS団にストーブを提供する。
山土 啓治（やまつち けいじ）
ヤマツチモデルショップ店長。SOS団の自主制作映画のスポンサーの一人で、モデルガンを提供。こちらも、経営状況は芳しくない様子。
森村 清純（もりむら きよすみ）
声 - 柳沢栄治
森村青果店店長。SOS団の映画に出演しており、劇中の設定ではみくる扮する朝比奈ミクルを雇っている。
鈴木 雄輔（すずき ゆうすけ）
声 - 望月健一
鈴木文具店店長。SOS団の映画に出演しており、また店舗を撮影場所に提供している。

## アニメオリジナルキャラクター
ENOZ（エノッズ）
「ライブアライブ」に登場するガールズバンド。原作第6巻『動揺』では3人組（ボーカルとギターを同じ人物が担当）であったが、アニメでは4人となった。なお「ENOZ」の名称があるのはアニメ版のみで、原作においては名称は設定されておらず、登場人物の名前も明かされていない。
「ライブアライブ」での文化祭当日はメンバーの体調不良のため、急遽代役としてボーカル＆ギターに涼宮ハルヒ、ギターに長門有希を起用する。（アニメでは「God knows...」を演奏する）その後日談にあたるドラマCD「サウンドアラウンド」では本来のメンバーが復帰し、ライブハウスで合同ライブを行った。
好評であったため、代役ボーカルである涼宮ハルヒ名義（正確には「涼宮ハルヒ（平野綾）」表記）で「CD」が出されている。後にENOZのアルバム『Imaginary ENOZ featuring HARUHI』も発売された。
榎本 美夕紀（えのもと みゆき）　
声 - 門脇舞
ボーカルとギターを担当。
中西 貴子（なかにし たかこ）
声 - 永田亮子
ギターを担当。
岡島 瑞樹（おかじま みずき）
声 - 広江美奈
ドラムを担当。
財前 舞（ざいぜん まい）
声 - 中山さら
ベースを担当。ベースはLAKE LAND・44-64 Standard（Teal Green Metallic）。

## ゲームオリジナルキャラクター
三栖丸 ミコト（みすまる ミコト）
声 - 小清水亜美
『涼宮ハルヒの並列』で登場。ハルヒたちが出会ったツインテールの少女。元は資産家の令嬢だったが、現在は没落してしまっている様子。元婚約者であった伊集院への想いを割り切れずにいる。
その正体は、遥か昔に情報統合思念体から分立した情報思念体の端末（インターフェイズ）アナザーツー。長門と違い創造主である情報思念体とのリンクは既に途絶えており、アナザーワンと二人掛かりでも長門には敵わない。ハルヒを観察する実験を行うために、ハルヒの本当の心残りを隠し、ループ現象を長引かせていた張本人である。
伊集院 泰一郎（いじゅういん たいいちろう）
声 - 小清水亜美
『涼宮ハルヒの並列』で登場。伊集院財閥の御曹司で、物語の舞台となる豪華客船「オーベロン号」のオーナーの青年。セレブらしく傲慢な性格で、かつての婚約者であった三栖丸にも落ちぶれたという理由で冷たく接している。
しかし、その正体は、情報思念体の端末（インターフェイズ）アナザーワン。アナザーツー（三栖丸）の実験のサポート役である。
リボンちゃん
声 - 平野綾
『涼宮ハルヒの約束』で登場。ハルヒの力によって通常の時空間から切り離された「閉鎖的閉鎖空間」に閉じ込められ、学園祭前日をループしている北高で目撃されている謎の少女。小学生時代のハルヒに瓜二つの容姿を持つが、ハルヒ本人はそのことに全く気付いておらず、自分と同じリボンのカチューシャを身につけていることから「リボンちゃん」と呼び、可愛がっている。
その正体は「閉鎖的閉鎖空間」を発生させている神人で、ハルヒの深層意識が具現化した存在。